# Hyles ancestralis
Hyles ancestralis är en fjärilsart som beskrevs av Wladasch. 1939. Hyles ancestralis ingår i släktet Hyles och familjen svärmare. Inga underarter finns listade i Catalogue of Life.